# Grimpar talapiot
Dendroplex picus
Espèce
Synonymes
- Xiphorhynchus picus Gmelin, 1788

Répartition géographique
Statut de conservation UICN

 LC  : Préoccupation mineure
Le Grimpar talapiot (Dendroplex picus) est une espèce d'oiseau appartenant à la famille des Furnariidae.

## Habitat
Il habite les forêts sèches subtropicales ou tropicales, les forêts humides subtropicales ou tropicales humides de plaine, les mangroves et les forêts anciennes fortement dégradées.

## Répartition et sous-espèces
Selon la classification de référence du Congrès ornithologique international (15.1, 2025) il se répartit en treize sous-espèces (ordre phylogénique) :
- D. p. extimus Griscom, 1927 — Panama et nord-ouest de la Colombie ;
- D. p. dugandi Wetmore & Phelps, 1946 — nord de la Colombie et vallée du Magdalena ;
- D. p. picirostris Lafresnaye, 1847 — sierra Nevada de Santa Marta à la péninsule de Guajira et lac de Maracaibo ;
- D. p. saturatior Hellmayr, 1925 — bassin du lac de Maracaibo ;
- D. p. choicus Wetmore & Phelps, 1946 — littoral du Venezuela ;
- D. p. paraguanae (Phelps & Phelps Jr, 1962 — nord-ouest du Venezuela ;
- D. p. longirostris Richmond, 1896 — île Margarita ;
- D. p. altirostris (Léotaud, 1866) — Trinité ;
- D. p. phalarus Wetmore, 1939 — llanos (Venezuela) ;
- D. p. deltanus  — Delta Amacuro (Venezuela) ;
- D. p. picus (Gmelin, 1788) — de l'Amazonie à la forêt atlantique ;
- D. p. duidae Zimmer, 1934 — sud du Venezuela et régions limitrophes ;
- D. p. peruvianus Zimmer, 1934 — sud-ouest de l'Amazonie.